# SymbioticA
SymbioticA est un laboratoire de recherche artistique situé dans l'École d'anatomie et de biologie humaine de l'université d'Australie-Occidentale, à Perth.

## Description
SymbioticA est une structure dédiée à l'exploration des sciences biologiques par une approche artistique à priori contraire aux habitudes des méthodes scientifiques courantes.
Les étudiants qui y travaillent ont ainsi accès à un ensemble d'infrastructures réservées aux scientifiques, le wet ware : biologie moléculaire, culture de tissus, neurosciences, biomécanique, systèmes de visualisation moléculaire, et matériel chirurgical.
Les membres actifs de SymbioticA sont Oron Catts (directeur) et Ionat Zurr. Oron Catts faisait partie de la première équipe scientifique de l'université Harvard à mettre au point de la viande in vitro. Il défend cependant que SymbioticA ne vise pas à développer des solutions agro-alimentaires de masse.

## Projets
Fish and Chips est un projet de culture de neurones de poissons sur des puces en silicone. L'activité nerveuse de cette sculpture « semi-vivante » a été connectée à un bras robotisé qui bouge en fonction des influx nerveux.
Dans Pig Wings, des cellules de Mésenchyme (issues de la moelle osseuse de porcs) ont été cultivées sur des polymères bioabsorbables, dans trois structures en formes d'ailes. Cette évolution induite interroge l'évolution des vertébrés. Une expérience similaire a été opérée sur des poupées en polymères, les Semi-living worry dolls.
En 2016, SymbioticA présente son Hivecubator, un incubateur de ruches à abeilles qui fournit toutes les conditions favorables au développement des colonies apoïdiennes.

## Expositions
- Bio Feel, Perth Institute of Contemporary Arts, 2002
- L'Art biotech, Le Lieu unique, 2003